# Rodrigo García (cantante)
Rodrigo García Blanca (Sevilla, 10 de noviembre de 1947), es un músico multiinstrumentista, productor, cantautor y escritor español, intérprete de guitarra, tiple, violín y piano.  Es conocido principalmente por haber sido integrante de las bandas Los Speakers, Solera, Cánovas, Rodrigo, Adolfo y Guzmán (CRAG), así como por su carrera musical en solitario; además de trabajar también como músico de sesión y productor musical. Entre sus mayores éxitos se encuentra la canción «Sólo pienso en ti», versionada más tarde por artistas como Guillermo Dávila, Amistades peligrosas, Miguel Bosé, Enrique Urquijo o Manolo Galván.

## Historia
Nace en 1947 en Sevilla (España). En 1953, a la edad de seis años, en el conservatorio de su ciudad se dedica al aprendizaje del violín, combinándolo más tarde con cursos de piano y guitarra. Concluye sus estudios musicales en 1963, mismo año en que su familia se traslada a Bogotá, Colombia, donde conoce los estudios de grabación y lídera al grupo Los Speakers, con quienes realiza sus primeras presentaciones y composiciones. Con este grupo, en 1968, graba el aclamado álbum En el maravilloso mundo de Ingesón.
En 1969 regresa a España para realizar el servicio militar. A principios de los 70 trabaja como músico de sesión y poco después se une a Los Pekenikes, con quienes graba el álbum Ss.Ss.Ss.Q.E.S.M.. En 1972 es cofundador del grupo Solera, que grabaría un único LP. En 1974 conforma uno de los más importantes grupos del pop español CRAG (Cánovas, Rodrigo, Adolfo y Guzmán) que lanza en ese mismo año el disco Señora azul; a pesar de que este álbum fue un fracaso comercial, se le considera una obra maestra, dada su calidad musical. Entre sus canciones destaca Sólo pienso en ti.
En 1975 graba su primer álbum en solitario titulado Canciones de amor y sátira para la CBS. Cinco años después sale al mercado Rodrigo, su segundo trabajo discográfico. A mediados de los años 80 se reagrupa CRAG, grabando dos álbumes: Queridos compañeros (1984) y 1985. Poco después vuelven a disolverse. En 1987, sale su tercer trabajo en solitario, Solera reservada.
En 1994, CRAG sin su integrante Canóvas lanza un nuevo disco titulado Rodrigo, Adolfo y Guzman, que no alcanzó el éxito de trabajos anteriores.
En 2006, auto-edita su cuarto álbum como solista, El Jefe. Siete años después lanza V: Curiosas Fijaciones en la Vocación Irremediable y otros Conflictos, su última grabación hasta la fecha.

## Discografía

### ConThe Speakers
- The Speakers - Sello Vergara - 1965
- La Casa del sol naciente - Discos Bambuco - 1966
- Tuercas, Tornillos y Alicates – Discos Bambuco - 1967
- The Speakers – Discos Bambuco – 1968
- En el maravilloso mundo de Ingesón – Kris - 1968

### ConLos Pekenikes
- Ss.Ss.Ss.Q.E.S.M - Hispavox - (1971)

### Con Solera
- Solera - Hispavox - 1973

### ConCRAG
- Señora Azul - Hispavox - 1974
- Queridos compañeros - Polygram - 1984
- C.R.A.G - Polygram - 1985
- Rodrigo, Adolfo y Guzmán - J.J. Records - 1994

### Como solista
- Canciones de amor y sátira - CBS - 1975
- Rodrigo - MoviePlay - 1980
- Solera reservada - Fonomusic - 1987
- El Jefe - Sargo - 2006
- V: Curiosas Fijaciones en la Vocación Irremediable y otros Conflictos - Independiente - 2013

### Recopilaciones
- The Speakers En el maravilloso mundo de Ingesón – Polydor (México) - 1969
- The Speakers + The Beat Boys - El cocodrilo (España) [No oficial] - 1987
- The Speakers En el maravilloso mundo de Ingesón – Angle (Inglaterra) [No oficial] - 1993
- Gran Reserva 30 Años - EMI - 2005
- Todas sus Grabaciones (1975-1987) - Rama Lama - 2006
- The Speakers En el maravilloso mundo de Ingesón – Salga el sol (Colombia) - 2007
- Antología de... Los Speakers - Sonotec / Bambuco (Colombia) - 2008
- The Speakers En el maravilloso mundo de Ingesón – Shadoks (Alemania) - 2013

## Libros publicados
- Verde veronés - (1995)
- El sello de la casa - (2000)
- Armis et litteris - (2004)